# Palais Baracchini

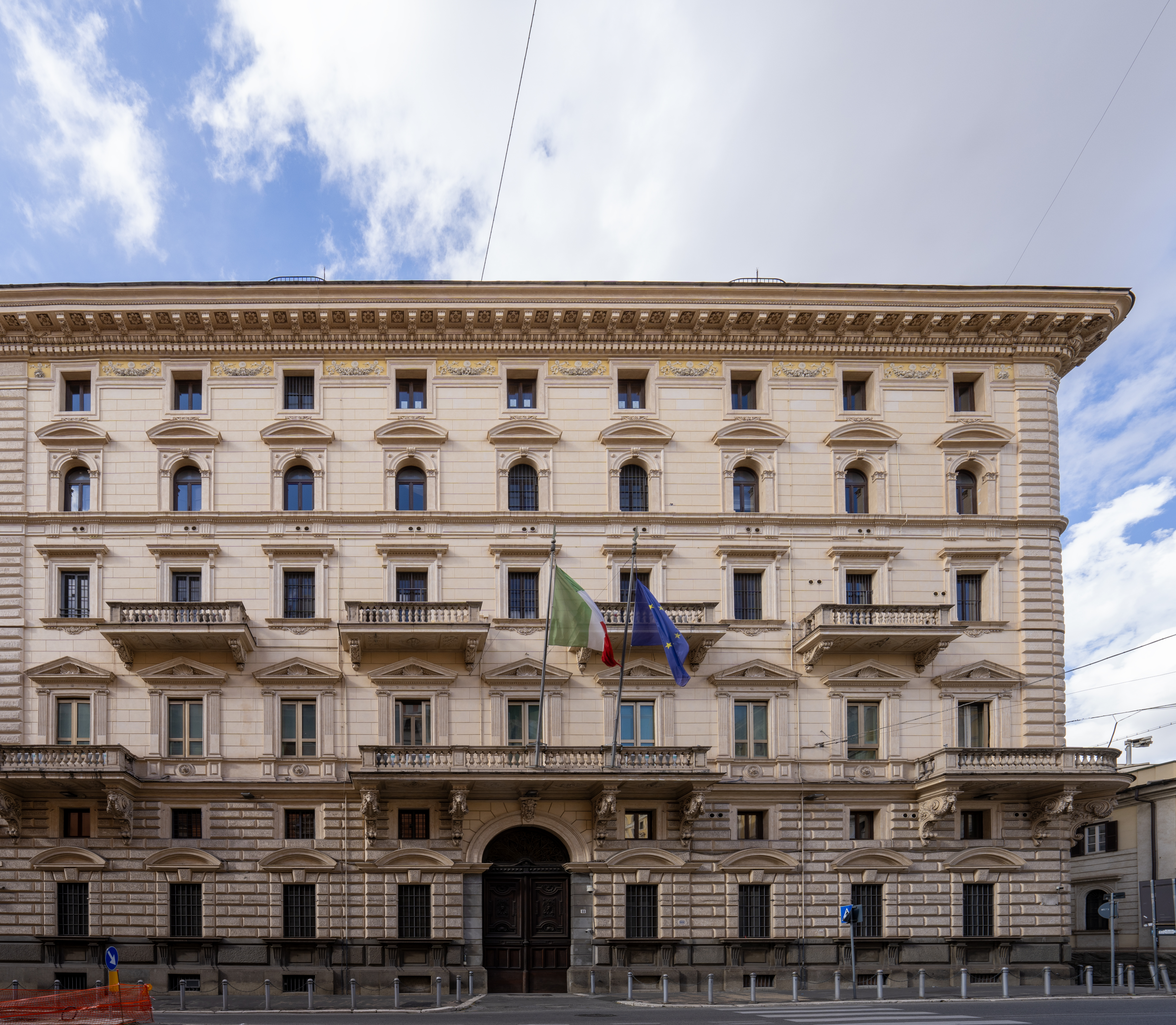
Dans cette vue de la Via XX Settembre, le palais Caprara apparaît au premier plan, à la suite du palais Baracchini, auquel il est jumelé.

Le palais Baracchini est un palais situé 8 Via XX Settembre, dans le rione Castro Pretorio à Rome, juste en face du palais Esercito et jumelé au Palais Caprara. 

## Histoire
Le Palazzo Caprara et le Palazzo Baracchini ont été construits sur la partie la plus pittoresque de ce qui était jusque-là le jardin du Palais Barberini, lieu où se trouvait, jusqu'en 1880, le sferisterio, un endroit dédié au jeu de balle que Barberini avait acquis en exclusivité. La conception des deux palais a été confiée à l'architecte Giulio Podesti, qui a conçu les deux bâtiments selon les préceptes de l'éclectisme néo-Renaissance inspirés des modèles formels du maniérisme romain du milieu du XVIe siècle. 
Le Palazzo Baracchini, construit vers 1886 et stylistiquement homogène par rapport au Palazzo Caprara voisin, bien que simplifié géométriquement, présente une façade à treize fenêtres (cinq de plus), réparties sur cinq étages, avec un portail monumental au centre articulé en trois ouvertures. Sa surface correspond à 48 mètres de façade et 32 mètres de profondeur. La richesse des finitions des éléments architecturaux, des fresques, des stucs et des balustres fait de ces deux bâtiments un témoignage irremplaçable de l'histoire de l'architecture romaine.

## Usage
Les deux bâtiments ont été acquis en 1940 par l'ancien Ministère de la Guerre pour faire face à un manque d'espace en raison des exigences de la Seconde Guerre mondiale. Ils abritent actuellement le bureau du ministre de la Défense italien. 